# Amelanchier arborea
Amelanchier arborea là loài thực vật có hoa trong họ Hoa hồng. Loài này được (F. Michx.) Fernald mô tả khoa học đầu tiên năm 1941.

## Hình ảnh

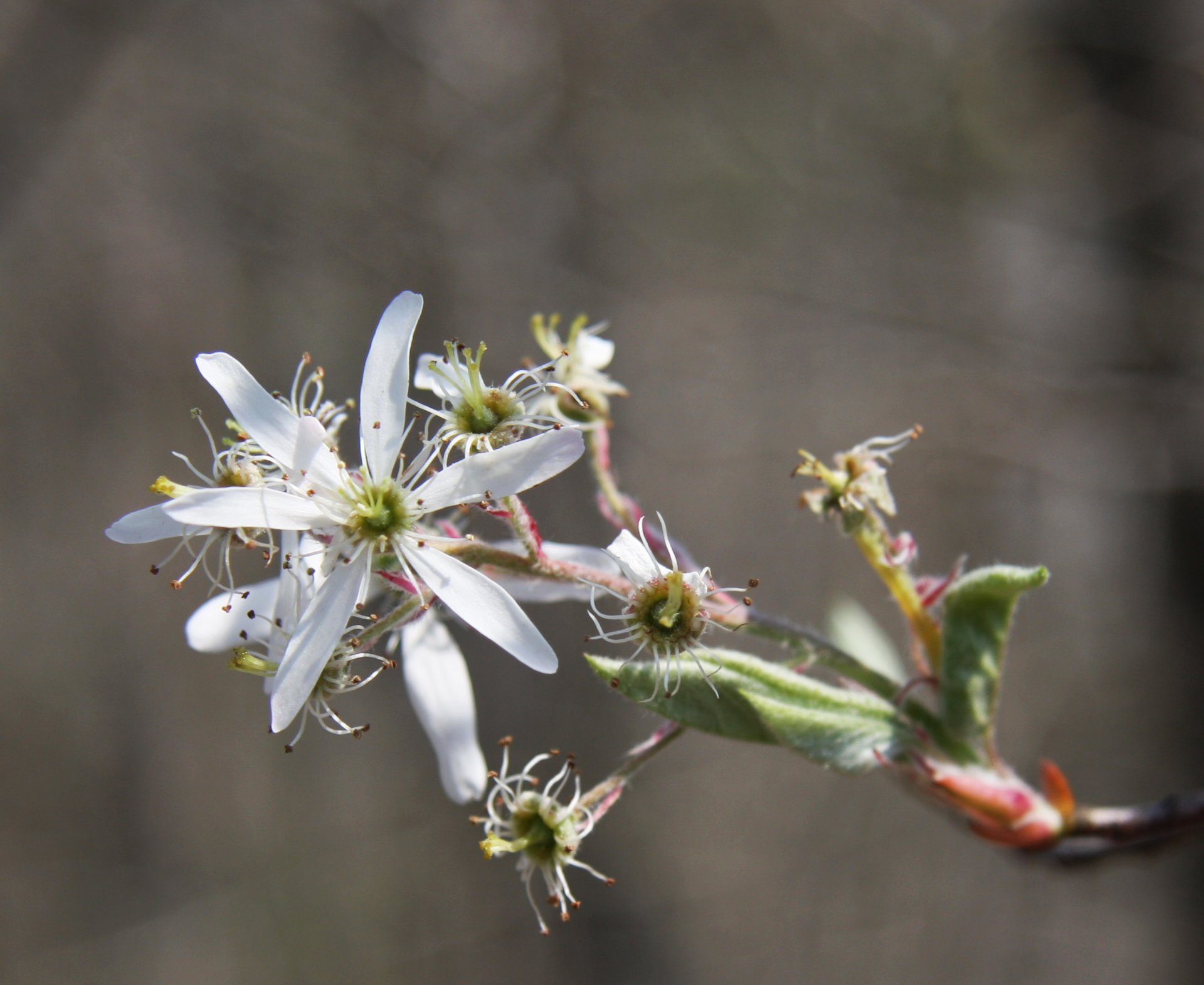
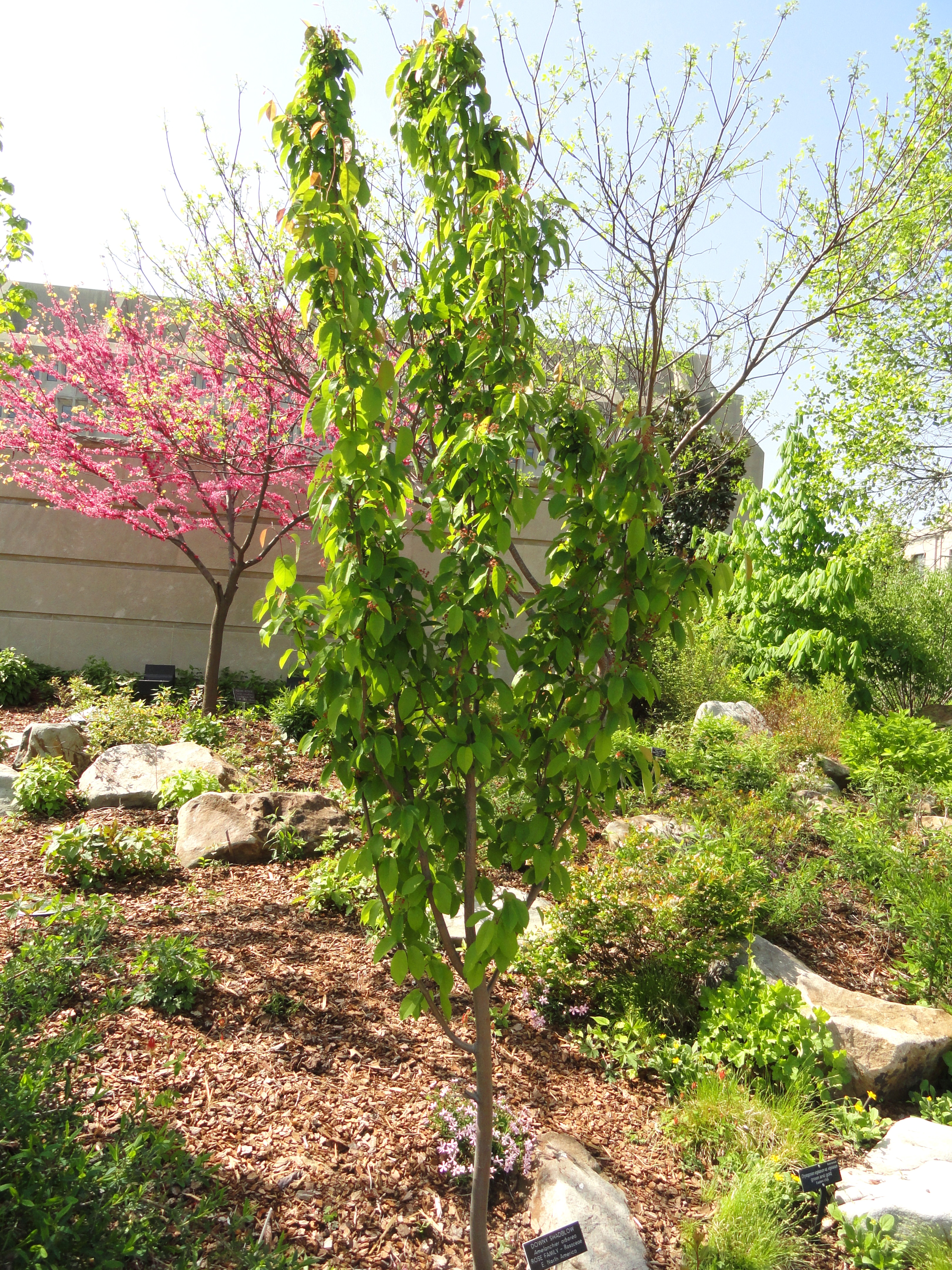
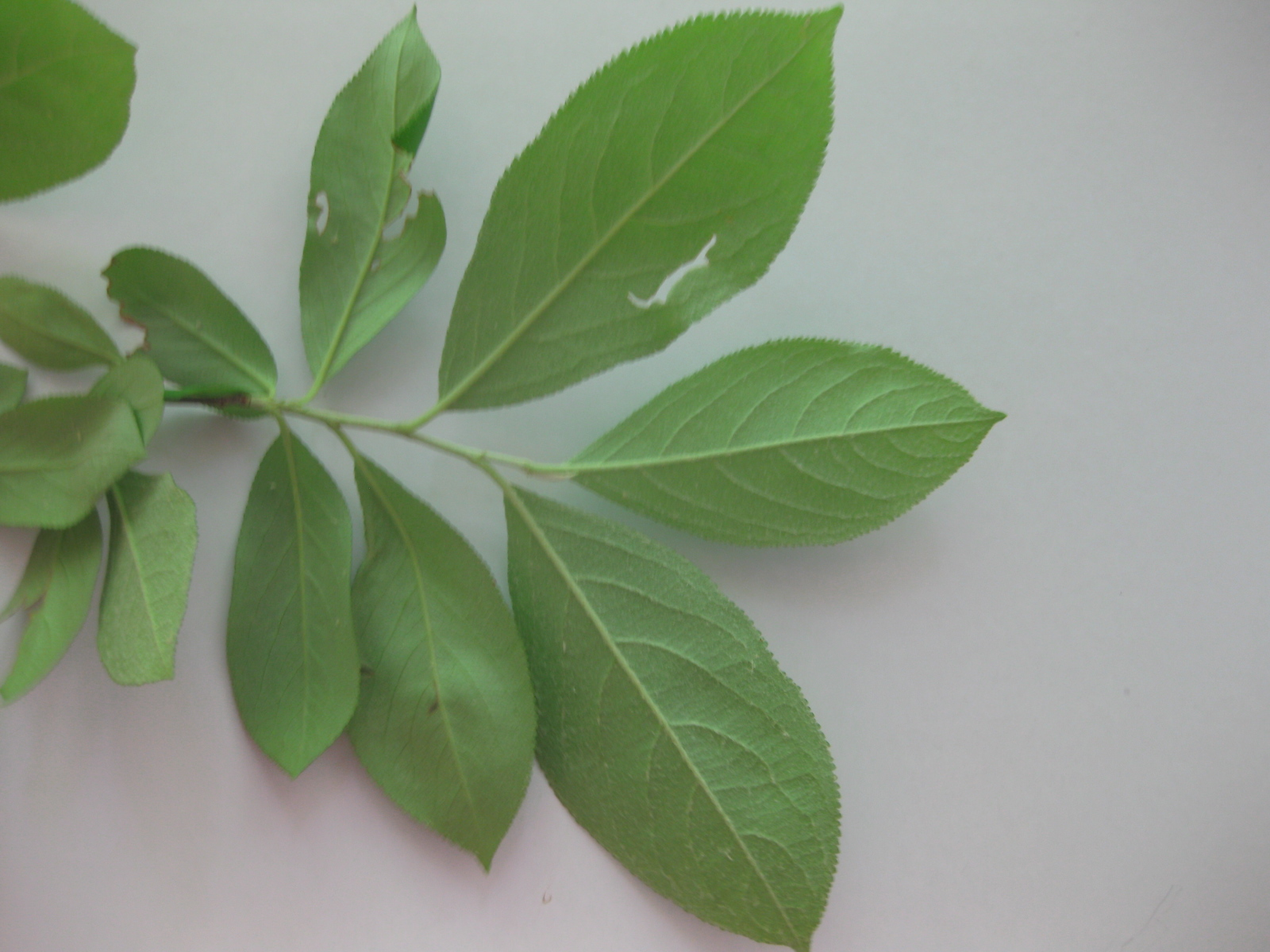